# Augusti 2007
| Augusti 2007 |
| Månader under 2007: Januari · Februari · Mars · April · Maj · Juni · Juli · Augusti · September · Oktober · November · December ← December 2006 · Januari 2008 → |

- Världens äldsta person, Yone Minagawa, avlider 114 år gammal. (13 augusti)
- En jordbävning drabbar Peru.[1] (15 augusti)

- Orkanen Dean ökar i styrka till kategori 4 över södra Jamaica. (17 augusti)
- Världsmästerskapen i friidrott 2007 som hålls i Osaka i Japan påbörjas. (25 augusti)
- Abdullah Gül väljs till president i Turkiet. (28 augusti)
- Sydkoreanska gisslandramat i Afghanistan avslutas med att alla återstående gisslan släpps. (30 augusti 2007)

### Fotnoter
1. ↑  Staffan Kihlström (16 augusti 2007). ”500 döda efter jordskalv i Peru”. Dagens nyheter. http://www.dn.se/nyheter/varlden/500-doda-efter-jordskalv-i-peru/. Läst 11 september 2016.